# سیارک ۱۷۴۵۲
سیارک ۱۷۴۵۲ (به انگلیسی: 17452 Amurreka، نامگذاری:1990QE10) هفده هزار و چهارصد و پنجاه و دومین سیارک کشف شده‌است که در ۱۶ اوت ۱۹۹۰ کشف شد.
قدر مطلق سیارک برابر ۲۸.۲ است.